# Mount Gilbert (Antarktika)
Mount Gilbert ist ein 1420 m hoher Berg im Südwesten des Grahamlands auf der Antarktischen Halbinsel. Er ragt aus der Wasserscheide zwischen dem Airy-Gletscher und dem Seller-Gletscher in einer Entfernung von 8 km nordwestlich des Mount Castro auf.
Luftaufnahmen vom Berg entstanden im Februar 1937 bei der British Graham Land Expedition (1934–1937) und im November 1947 bei der US-amerikanischen Ronne Antarctic Research Expedition (1947–1948). Der Falkland Islands Dependencies Survey nahm im Dezember 1958 eine Vermessung vor. Das UK Antarctic Place-Names Committee benannte den Berg 1962 nach dem englischen Arzt und Physiker William Gilbert (1540–1603), dessen Arbeiten die Grundlagen für das Verständnis des Erdmagnetfelds und der Missweisung von Kompassen lieferte.